# Ophiothrix martensi
Ophiothrix martensi är en ormstjärneart som beskrevs av George Richard Lyman 1874. Ophiothrix martensi ingår i släktet Ophiothrix och familjen Ophiothrichidae. Utöver nominatformen finns också underarten O. m. australis.